# Bellentre
Bellentre és un municipi francès situat al departament de la Savoia i a la regió d'Alvèrnia-Roine-Alps. L'any 2007 tenia 938 habitants.

## Demografia

### Població
El 2007 la població de fet de Bellentre era de 938 persones. Hi havia 400 famílies de les quals 128 eren unipersonals (68 homes vivint sols i 60 dones vivint soles), 92 parelles sense fills, 128 parelles amb fills i 52 famílies monoparentals amb fills.
La població ha evolucionat segons el següent gràfic:
Habitants censats

### Habitatges
El 2007 hi havia 2.592 habitatges, 403 eren l'habitatge principal de la família, 2.150 eren segones residències i 39 estaven desocupats. 383 eren cases i 2.197 eren apartaments. Dels 403 habitatges principals, 274 estaven ocupats pels seus propietaris, 98 estaven llogats i ocupats pels llogaters i 31 estaven cedits a títol gratuït; 17 tenien una cambra, 70 en tenien dues, 92 en tenien tres, 94 en tenien quatre i 130 en tenien cinc o més. 255 habitatges disposaven pel capbaix d'una plaça de pàrquing. A 183 habitatges hi havia un automòbil i a 179 n'hi havia dos o més.

### Piràmide de població
La piràmide de població per edats i sexe el 2009 era:
| Homes | Edats   | Dones |
| ----- | ------- | ----- |
| 0     | 95 o +  | 0     |
| 0     | 90 a 94 | 0     |
| 0     | 85 a 89 | 0     |
| 4     | 80 a 84 | 12    |
| 8     | 75 a 79 | 8     |
| 16    | 70 a 74 | 16    |
| 32    | 65 a 69 | 24    |
| 0     | 60 a 64 | 8     |
| 24    | 55 a 59 | 20    |
| 20    | 50 a 54 | 28    |
| 52    | 45 a 49 | 36    |
| 28    | 40 a 44 | 28    |
| 40    | 35 a 39 | 24    |
| 36    | 30 a 34 | 24    |
| 48    | 25 a 29 | 40    |
| 16    | 20 a 24 | 24    |
| 40    | 15 a 19 | 40    |
| 24    | 10 a 14 | 24    |
| 4     | 5 a 9   | 24    |
| 24    | 0 a 4   | 16    |

## Economia
El 2007 la població en edat de treballar era de 623 persones, 503 eren actives i 120 eren inactives. De les 503 persones actives 489 estaven ocupades (275 homes i 214 dones) i 14 estaven aturades (6 homes i 8 dones). De les 120 persones inactives 40 estaven jubilades, 31 estaven estudiant i 49 estaven classificades com a «altres inactius».

### Ingressos
El 2009 a Bellentre hi havia 391 unitats fiscals que integraven 939,5 persones, la mediana anual d'ingressos fiscals per persona era de 18.693 €.

### Activitats econòmiques
Dels 248 establiments que hi havia el 2007, 2 eren d'empreses extractives, 3 d'empreses alimentàries, 1 d'una empresa de fabricació d'altres productes industrials, 27 d'empreses de construcció, 24 d'empreses de comerç i reparació d'automòbils, 2 d'empreses de transport, 67 d'empreses d'hostatgeria i restauració, 1 d'una empresa d'informació i comunicació, 6 d'empreses financeres, 25 d'empreses immobiliàries, 10 d'empreses de serveis, 73 d'entitats de l'administració pública i 7 d'empreses classificades com a «altres activitats de serveis».
Dels 55 establiments de servei als particulars que hi havia el 2009, 2 eren oficines bancàries, 6 paletes, 1 guixaire pintor, 8 fusteries, 6 lampisteries, 1 perruqueria, 25 restaurants, 5 agències immobiliàries i 1 tintoreria.
Dels 14 establiments comercials que hi havia el 2009, 1 era una botiga de més de 120 m², 2 carnisseries, 2 llibreries i 9 botigues de material esportiu.
L'any 2000 a Bellentre hi havia 13 explotacions agrícoles que ocupaven un total de 835 hectàrees.

## Equipaments sanitaris i escolars
L'únic equipament sanitari que hi havia el 2009 era una farmàcia.
El 2009 hi havia 1 escola maternal i 2 escoles elementals.

## Poblacions més properes
El següent diagrama mostra les poblacions més properes.